# Рощино (Гомельская область)
Рощино (бел. Рошчына) (до 30 июля 1964 года Кавалочек) — деревня в Довском сельсовете Рогачёвского района Гомельской области Беларуси.

## География

### Расположение
В 23 км на восток от районного центра и железнодорожной станции Рогачёв (на линии Могилёв — Жлобин), 118 км от Гомеля.

### Гидрография
Деревня расположена на берегу реки Рекотун (левый приток Днепра).

## Транспортная сеть
Транспортные связи по просёлочной, затем автомобильной дороге Рогачёв — Довск. Планировка состоит из короткой улицы, хаотично застроенной деревянными усадьбами.

## История
По письменным источникам известна с XIX века как селение в Довской волости Рогачёвского уезда Могилёвской губернии. В 1909 году 177 десятин земли. В 1931 году жители вступили в колхоз. Во время Великой Отечественной войны 6 жителей погибли на фронте. Согласно переписи 1959 года в составе колхоза «Заря» (центр — деревня Серебрянка).

## Население

### Численность
- 2004 год — 8 хозяйств, 12 жителей.

### Динамика
- 1897 год — 7 дворов, 62 жителя (согласно переписи).
- 1909 год — 8 дворов.
- 1959 год — 60 жителей (согласно переписи).
- 2004 год — 8 хозяйств, 12 жителей.